# كارل إنجل (ملحن)
كارل إنجل (بالفرنسية: Carl Engel؛ بالإنجليزية: Carl Engel) هو ملحن وعازف بيانو وأمين مكتبة فرنسي وأمريكي، ولد في 21 يوليو 1883 في باريس في فرنسا، وتوفي في 6 مايو 1944 في نيويورك في الولايات المتحدة.

## وصلات خارجية
- كارل إنجل على موقع أوليمبيديا (الإنجليزية)

- كارل إنجل على موقع ميوزك برينز (الإنجليزية)
- كارل إنجل على موقع ديسكوغز (الإنجليزية)